# Gare d’Anché - Voulon
Gare d’Anché - Voulon vasútállomás Franciaországban, Anché településen.

## Vasútvonalak
Az állomást az alábbi vasútvonalak érintik:
- Párizs–Bordeaux-vasútvonal

## Kapcsolódó állomások
A vasútállomáshoz az alábbi állomások vannak a legközelebb:
- Gare de Vivonne (Paris Gare d’Austerlitz, Párizs–Bordeaux-vasútvonal)
- Gare d’Épanvilliers (Gare de Bordeaux-Saint-Jean, Párizs–Bordeaux-vasútvonal)